# Bolesław Jatelnicki-Jacyna
Bolesław Mikołaj Jatelnicki-Jacyna (ur. 2 stycznia 1890 w Subitówce na Wołyniu, zm. 26 października 1972 w Edynburgu) – generał brygady Wojska Polskiego, kawaler Orderu Virtuti Militari.

## Życiorys
Służbę wojskową rozpoczął w Armii Imperium Rosyjskiego. W 1911 roku awansował na podporucznika piechoty. Walczył na I wojnie światowej na froncie niemieckim. Dowodził kompanią piechoty i awansował na kapitana.
Od sierpnia 1917 do stycznia 1918 roku komendant Szkoły Chorążych i dowódca Legii Podchorążych w I Korpusie Polskim W Rosji. Po kapitulacji Korpusu, lipiec–listopad 1918 roku dowódca batalionu, a potem 3 pułku piechoty Polskiej Siły Zbrojnej. 30 stycznia 1919 roku w obronie wsi Simoradz dowodzony przez niego III batalion stoczył walkę z pięciokrotnie silniejszymi oddziałami czeskimi. Za męstwo wykazane w tej walce został odznaczony Złotym Krzyżem za Obronę Śląska Cieszyńskiego, które później zamieniono mu na Krzyż Walecznych. 26 lutego na czele III batalionu wkroczył do Cieszyna, dwa dni później wyjechał do Małopolski Wschodniej, a 5 marca przybył z batalionem do Sądowej Wiszni.
Marzec–maj 1919 roku – dowódca Grupy Operacyjnej „Sądowa Wiśnia” w walce z Ukraińcami, a potem przejściowo dowódca 8 pułku piechoty.
17 maja 1919 roku głównodowodzący Siłami Zbrojnymi w byłym zaborze pruskim, generał piechoty Józef Dowbor-Muśnicki mianował go „naczelnikiem formującej się szkoły piechoty” w Poznaniu, która w dniu 14 listopada 1919 roku została przemianowana na Wielkopolską Szkołę Podchorążych Piechoty, w dniu 11 lipca 1920 roku przeniesiona do Bydgoszczy, a w dniu 1 sierpnia 1922 roku przeformowana w Oficerską Szkołę dla Podoficerów. W początkowym okresie istnienia szkoły obowiązki komendanta szkoły łączył z obowiązkami wykładowcy przedmiotu „służba polowa”. 3 maja 1922 został zweryfikowany w stopniu pułkownika ze starszeństwem z dniem 1 czerwca 1919 i 128. lokatą w korpusie oficerów piechoty.
17 marca 1927 roku został mianowany dowódcą piechoty dywizyjnej 4 Dywizji Piechoty w Toruniu. Od 6 grudnia 1929 do 10 lipca 1930 roku był słuchaczem IV Kursu Centrum Wyższych Studiów Wojskowych w Warszawie. W międzyczasie (27 lutego 1930 roku) został przewodniczącym Komisji Odbudowy Modlina, a 31 marca 1930 roku zwolniony ze stanowiska dowódcy piechoty dywizyjnej 4 DP. Po ukończeniu kursu został wyznaczony na stanowisko pomocnika dowódcy Okręgu Korpusu Nr IX w Brześciu do spraw uzupełnień. 27 sierpnia 1931 roku sporządził dla szefa Sztabu Głównego sprawozdanie z całokształtu prac Komisji Odbudowy Modlina, a 15 października 1930 roku przesłał mu ostateczny plan dyslokacji jednostek wojskowych na terenie Twierdzy Modlin. 10 grudnia 1931 roku został mianowany generałem brygady ze starszeństwem z dniem 1 stycznia 1932 roku i 1. lokatą w korpusie generałów. 1937 – wrzesień 1939 zastępca dowódcy Okręgu Korpusu Nr V w Krakowie. Wrzesień 1939 – zastępca dowódcy etapów Armii „Kraków”, dowódca etapów Armii „Karpaty”.
Po wojnie obronnej 1939 przez Węgry przedostał się do Francji, gdzie otrzymał nominację na komendanta Ośrodka Oficerskiego w Cerizay. Po klęsce Francji ewakuował się do Wielkiej Brytanii, gdzie objął komendanturę Stacji Zbornej Oficerów Rothesay. Od kwietnia 1941 do września 1946 roku był zastępcą przewodniczącego Wojskowego Trybunału Orzekającego. Po demobilizacji osiadł w Wielkiej Brytanii. 
Zmarł 26 października 1972 roku w Edynburgu. Pochowany na Centralnym Cmentarzu Komunalnym w Gliwicach (sektor D9-1-7).

## Ordery i odznaczenia
- Krzyż Srebrny Orderu Wojskowego Virtuti Militari nr 7300[15] (17 maja 1922)[16]
- Krzyż Oficerski Orderu Odrodzenia Polski (2 maja 1922)[17][18][19]
- Krzyż Walecznych
- Złoty Krzyż Zasługi z Mieczami
- Złoty Krzyż Zasługi (19 marca 1935)[20]
- Krzyż za Obronę Śląska Cieszyńskiego I kl. (2 października 1919)[21][22]
- Medal Pamiątkowy za Obronę Śląska Cieszyńskiego[23]